# NGC 4329
NGC 4329 је елиптична галаксија у сазвежђу Гавран која се налази на NGC листи објеката дубоког неба.
Деклинација објекта је - 12° 33' 29" а ректасцензија 12h 23m 20,7s. Привидна величина (магнитуда) објекта NGC 4329 износи 13,7 а фотографска магнитуда 14,7. NGC 4329 је још познат и под ознакама MCG -2-32-9, PGC 40212.